# ضرعاء ثنائية المسكن
ضرعاء ثنائية المسكن (الاسم العلمي:Mammillaria dioica) هو نوع من النباتات يتبع جنس الضرعاء من الفصيلة الصبارية.